# Friedrich August von der Heydte
 (janvier 2016).
Friedrich August Freiherr von der Heydte, né le 30 mars 1907 à Munich et mort le 7 juillet 1994 à Landshut, était un militaire, juriste constitutionnel et homme politique allemand.
Il est notamment connu pour avoir commandé, durant la Seconde Guerre mondiale, plusieurs unités de parachutistes. Il a été décoré de la croix de chevalier de la croix de fer avec feuilles de chêne.
Il était aussi un cousin de Claus von Stauffenberg auteur du complot du 20 juillet 1944.

## Biographie
il est issu d'une famille de nobles de Munich. Son père le baron von der Heydte a combattu avec l'Armée bavaroise lors de la première guerre mondiale. Très bon élève, il passe ses études dans une école catholique de Munich. À la fin de sa scolarité il rejoint la Reichswehr, mais sa demande pour servir dans la cavalerie est rejetée. Le jeune homme est affecté dans l'infanterie, le 1er avril 1925. Libéré du service militaire en 1927, il entre à l'université pour y étudier le droit et l'économie et obtient un diplôme en droit de l'université de Graz en Autriche, puis se rend à Berlin pour poursuivre ses études. Fin 1927, il rejoint une école diplomatique à Vienne. En 1934, Frederich von der Heydte obtient la nationalité autrichienne, tout en conservant sa citoyenneté allemande et bavaroise. La même année, il rejoint de nouveau la Reichswehr.

### Pendant la Seconde Guerre mondiale
Il fut officier de la Luftwaffe et servit dans les Fallschirmjäger, les unités parachutistes, pendant la Seconde Guerre mondiale, atteignant le rang de Oberstleutnant (lieutenant-colonel).
Heydte commandait le 1er bataillon du 3e Fallschirmjäger Regiment pendant la bataille de Crète en mai 1941. Son bataillon fut le premier à entrer dans La Canée, un fait pour lequel il reçut la croix de chevalier de la croix de fer. Heydte combattit également en Russie et en Afrique du Nord.
Après le raid britannique (opération Biting) en février 1942 sur un radar allemand installé à Bruneval, sur la côte normande, il est chargé d'inspecter les débris restant du radar détruit. Il affirme au lendemain de la guerre avoir alors bien réalisé le but de l'opération britannique — récupérer les éléments essentiels du radar en faisant croire à sa simple destruction —, mais haïssant le nazisme et souhaitant l'effondrement du Troisième Reich, il n'en avait soufflé mot à personne.
Du 1er février 1943 au 12 septembre 1943, alors major, il est nommé chef d'état-major de la 2. Fallschirmjäger-Division (2e division parachutiste) sous les ordres du Generalleutnant Hermann-Bernhard Ramcke.
Sur le front de l'Ouest, il commanda le Fallschirm-Jäger-Regiment 6 (FJR.6) de Fallschirmjäger à Carentan, où lui et ses hommes furent surnommés « les Lions de Carentan » pendant la bataille de Normandie en juin 1944. Heydte a été commandé par le maréchal Erwin Rommel pour défendre Carentan jusqu'au dernier homme, car c'était la jonction critique entre Utah Beach et Omaha Beach. L'assaut contre le manoir de Brécourt menée par le Major Richard D. Winters, (Easy Company), se déroule le 6 juin 1944 durant l’opération Albany. Il est souvent cité comme un exemple classique d'assaut permettant à une petite unité de vaincre une force supérieure en nombre en position défensive. L'assaut a été si efficace qu'il est de nos jours enseigné à l'Académie militaire de West Point. Grâce à l’action des parachutistes, en particulier la destruction des canons de Brécourt, les troupes débarquées à Utah Beach ne subirent que relativement peu de pertes. Heydte, poursuit les combats en escarmouches durant le mois de juillet dans la bataille des Haies, avec les restes de son régiment, qui se dissimule dans l'épais bocage. La dernière opération militaire à laquelle Heydte participe et intervient en août 1944 dans la région de Mortain. Cette opération nommée "Luttich" par les Allemands est un désastre qui conduit à l'encerclement de la 7e Armée allemande dans la poche de Falaise.
En  décembre 1944, il participe à l'opération Stösser, pensée par Adolf Hitler, consistant en un parachutage de nuit, au nord de Malmedy. La mission avait pour objectif d’ouvrir la route aux chars allemands et de sécuriser une ligne de front entre Eupen et Malmedy. Heydte est parachuté avec ses hommes derrière les lignes ennemies lors de la contre-offensive allemande de la bataille des Ardennes, il est capturé par les forces américaines peu de temps après à Montjoie.

### Après guerre
Après la guerre, il fut professeur de droit constitutionnel et international à l’université Johannes-Gutenberg de Mayence et à l’université de Wurtzbourg et président de la communauté universitaire chrétienne-démocrate. Membre de l’Union chrétienne-sociale en Bavière (CSU), il siégea de 1966 à 1970 au Landtag de Bavière.
Il sera également officier de réserve dans la Bundeswehr, l'armée de la république fédérale allemande, avec le grade de général de brigade.
Heydte a accusé le magazine Der Spiegel de haute trahison pour avoir publié des informations confidentielles sur la défense de la RFA. L’affaire du Spiegel fut marquée par plusieurs graves irrégularités et suscita un large mouvement de protestation dans l’opinion publique, la presse et les milieux intellectuels.
Friedrich August Freiherr von der Heydte est décédé à Aham, le 7 juillet 1994, à l'âge de 87 ans, après une longue maladie et est enterré au cimetière local d'Aham, près de Landshut, le long du mur attaché à l'église.

## Décorations
- Croix de fer (1939)
  - 2e classe (27 septembre 1939)[5]
  - 1re classe (26 septembre 1940)[5]
- Insigne des parachutistes
- Bande de bras Kreta
- Médaille du Front de l'Est
- Bande de bras Afrika
- Croix allemande en or (9 mars 1942)
- Médaille de service de la Wehrmacht 4e classe
- Croix de chevalier de la croix de fer avec feuilles de chêne
  - Croix de chevalier le 9 juillet 1941 en tant que Hauptmann et commandant du I./Fallschirmjäger-Regiment 3
  - 617e feuilles de chêne le 18 octobre 1944 en tant que Oberstleutnant et commandant du  Fallschirmjäger-Regiment 6
- Mentionné dans le bulletin radiophonique des armées Wehrmachtbericht le 11 juin 1944
- Ordre bavarois du Mérite (21 mai 1974)